# Peniophora
Peniophora é um gênero de fungos que são patógenos de plantas. Os membros do gênero pertencem à classe Agaricomycetes, ordem Russulales e família Peniophoraceae [en]. O gênero é muito difundido e contém 62 espécies. As espécies de Peniophora são ressupinadas ou semelhantes a crostas e são descritas como fungos corticioides. Vários de seus membros são parasitados por outros fungos. Por exemplo, o Tremella mesenterica é um parasita de várias espécies de Peniophora.

## Taxonomia e classificação
O gênero foi descrito pela primeira vez por Mordecai Cubitt Cooke em 1879. A espécie-tipo é  Peniophora quercina, inicialmente denominada Thelephora quercina por Christiaan Hendrik Persoon em 1801, antes de ser transferida para Peniophora por Cooke em 1879. No entanto, essa espécie também foi escolhida como a espécie-tipo para o gênero Corticium [en], conforme definido por Persoon em 1794. Até 1981, o ponto de partida para a nomenclatura dos fungos corticioides era a publicação do primeiro volume de Fries do Systema mycologicum, que foi fixado em 1º de janeiro de 1821. Corticium foi, portanto, um nome desvalidado porque foi publicado antes do ponto de partida. Micologistas do final do século XIX e do século XX, incluindo Patouillard (1900), Burt (1914-1926), e Bourdot e Galzin (1928) distinguiram as espécies de Peniophora por seus cistídios himeniais das espécies de Corticium, que não os possuíam. Apesar de serem sinônimos de acordo com o Código Internacional de Nomenclatura Botânica (ICBN), Corticium e Peniophora foram usados nesse sentido abrangente até o século XX. As alterações feitas no ICBN em 1981 incluíram a mudança da data de início dos fungos para 1º de maio de 1753, a data de publicação do Species plantarum de Lineu. Os nomes publicados entre 1753 e 1821 (incluindo Corticium) são agora considerados válidos.
Quando Cooke descreveu Peniophora, ele incorporou muitas espécies semelhantes a crostas cujos corpos frutíferos possuem no himênio estruturas estéreis semelhantes a pelos denominadas cistídios. Pesquisadores posteriores, como Bresadola e Burt, aceitaram e ampliaram o conceito de gênero de Cooke, colocando nele quase todas as espécies corticioides que produziam cistídios. Muitas vezes, outros caracteres taxonomicamente significativos não eram totalmente considerados e, como resultado, Peniophora logo se tornou um conjunto heterogêneo de espécies. Vários estudos morfológicos foram realizados no século XX para caracterizar melhor o gênero. Bourdot e Galzin (1912, 1928) foram os primeiros pesquisadores a reconhecer que certas espécies do gênero tinham afinidades mais distintas entre si do que com outros membros do gênero. Isso os levou a dividir o gênero em seções e grupos de espécies aparentemente relacionadas morfologicamente, como as seções Coloratae e Membranaceae. Mais tarde, várias espécies da seção Membranaceae seriam transferidas para o gênero Phanerochaete [en]. Tentativas posteriores de refinar a classificação infragenérica de Peniophora incluíram morfologia, fisiologia, desenvolvimento, citogenética, citologia e bioquímica.

## Lista parcial de espécies
Lista de espécies selecionadas:
- Peniophora albobadia [en]

- Peniophora cinerea [en]

- Peniophora incarnata [en]

- Peniophora quercina

- Peniophora sacrata [en]